# Шаронов, Александр Александрович
Александр Александрович Шаронов (23 июня 1959 — 2 января 2016) — советский и российский дипломат, генеральный консул России в Шанхае.

## Биография
В 1982 году окончил МГИМО. После окончания учебы работал на различных дипломатических должностях в центральном аппарате Министерства и за рубежом.
С 1999 по 2003 год  — Советник-посланник Посольства России в Грузии.
С 2003 по 2006 годы — Заместитель Директора Департамента Секретариат Министра МИД России.
С 2006 по 2011 годы — Генеральный консул России в Шанхае (КНР).
С 2011 года — Заместитель Директора Департамента Безопасности МИД России.
Имел дипломатический ранг Чрезвычайного и Полномочного Посланника 1 класса.
За многолетнюю добросовестную работу был награждён Почетной грамотой Министерства, а также Знаком отличия «За безупречную службу» ХХХ лет. За успешную подготовку участия России в Экспо 2010 в Шанхае имел благодарность от Правительства Российской Федерации.
6 апреля 2009 года За большой вклад в подготовку и проведение Года Российской Федерации в Китайской Народной Республике и Года Китайской Народной Республики в Российской Федерации награждён Благодарностью Правительства Российской Федерации.